# Редлих, Вера Павловна
Вера Павловна Редлих (31 марта (8) апреля 1894 год, село Николаевка, Харьковская губерния — 21 февраля 1992, Минск) — советская театральная актриса, режиссёр и театральный деятель, народная артистка РСФСР (1956).

## Биография
Вера Павловна Редлих родилась 31 марта (12) апреля 1894 года в селе Николаевка Сумского уезда Харьковской губернии (сейчас Сумская область Украины). Училась в гимназии в Сумах, рано увлеклась театром.
В 1914—1918 годах обучалась в частной школе драматического искусства в Москве, вскоре преобразованной во Вторую студию Московского Художественного театра, где её учителями были мхатовские «старики» Лужский, Леонидов, Муратова, Массалитинов. Вместе с ней учились Алла Тарасова, Николай Хмелёв, Николай Баталов, Марк Прудкин, которые впоследствии составили второе поколение знаменитого Московского Художественного театра.
Была актрисой Ярославского, Владивостокского театров, играла в театрах Костромы, Иваново-Вознесенска, Томска, Читы и Харбина.
С 1932 года работала в Новосибирском театре «Красный факел», сначала режиссёром, с 1943 по 1946 годы была главным режиссёром, а в 1946—1960 годах — художественным руководителем театра. С 1936 года преподавала, возглавляла Новосибирское театральное училище (сейчас Новосибирский государственный театральный институт), а также вела курс актёрского мастерства в студии при театре. Участвовала в формировании областного драматического театра Новосибирска (теперь театр «Старый дом»), ставила спектакли в ТЮЗе (ныне «Глобус»).
В 1960 году переехала с семьёй в Минск. В 1961—1963 годах работала режиссёром и художественным руководителем Минского русского театра имени М. Горького.
С 1960 года работала в Белорусском театральном институте, с 1966 года — профессор кафедры актёрского мастерства.
Умерла 21 февраля 1992 года в Минске, похоронена на Восточном кладбище вместе с мужем Сергеем Бирюковым.

### Семья
- Прабабка по отцовской линии — Варвара Юлия фон Криденер (дочь деятеля Просвещения Ивана Фёдоровича Фитингоф; 1764—1824), франкоязычная писательница из остзейских дворян, проповедница мистического христианства, в течение нескольких лет имевшая огромное влияние на императора Александра I[1].
- Дед по отцовской линии — барон Мориц фон Крюденер.
- Бабка по материнской линии — Милица Юнг фон Альтенбург[2].
- Дядя — Эрнест Морицевич Редлих (1858 — ок. 1924), фотограф-профессионал, художник, ученик и друг Айвазовского.
- Отец — Павел-Густав Морицевич Редлих (?—1908), был директором сахарного завода в Парофиевке (Украина).
- Мать — Елизавета Фёдоровна Нечай (по мужу Редлих; ум. 1899).
  - Сестра — Елизавета Павловна Редлих (по мужу Кривошапкина, 1897—1988), по образованию художник, с 1913 года 7 лет жила в Крыму, где близко познакомилась с Волошиным, Богаевским, Кандауровым, Пискаревым, Цветаевой, Эфроном и с другими известными деятелями культуры и искусства[3].
  - Брат — Михаил Павлович Редлих (1894—1972), врач. В течение трёх лет побывал срок заключения в лагере на Северном Урале, затем жил в Киргизии, Новосибирске и с 1960 года — во Владимире[3].
- Муж — актёр Сергей Сергеевич Бирюков (1897—1962), народный артист РСФСР.
  - Дочь — актриса Елизавета Сергеевна Бирюкова (1926).
    - Внучка — актриса Наталия Львовна Ретивова (урождённая Кучерова) (1961).

## Награды и премии
- Заслуженная артистка РСФСР (1945).
- Заслуженный деятель искусств РСФСР (1950).
- Орден Трудового Красного Знамени (10.11.1953)[4].
- Народная артистка РСФСР (1956).
- Орден Дружбы народов (29.03.1974)[5].

## Работы в театре
- «Много шума из ничего» У. Шекспира (1938)
- «Анна Каренина» по Л. Толстому (1938)
- «Обрыв» по роману И. Гончарова (1938)
- «Машенька» А. Афиногенова (1941)
- «Сталинградцы» Ю. Чепурина (1944; совместно с Н. Ф. Михайловым)
- «Зыковы» М. Горького (1944)
- «Последние» М. Горького (1948)
- «Обыкновенный человек» Л. Леонова (1947)
- «Двадцатилетие» Е. Рогозинской (1949)
- «Гамлет» В. Шекспира (1952)
- «Чайка» А. Чехова (1952)
- «Кряжевы» В. Лаврентьева (1953)
- «Светлая» В. Лаврентьева (1954)
- «Персональное дело» А. Штейна (1955)
- «Кремлёвские куранты» Н. Погодина (1956)
- «Село Степанчиково» по Ф. Достоевскому (1956)
- «Барабанщица» А. Салынского (1959)
- «Три сестры» А. Чехова (1959)
- «Антоний и Клеопатра» (1964)
- «Фельдмаршал Кутузов» В. Соловьева
- «Русские люди» К. Симонова
- «Семья Ферелли теряет покой» Л. Хелман
- «Дни и ночи» К. Симонова
- «Два капитана» по В. Каверину
- «Дни Турбиных» М. Булгакова
- «Московский характер» А. Сафронова
- «Рассвет над Москвой» А. Сурова
- «Великая сила» Б. Ромашова
- «Голубиное гнездо» Э. Бурановой
- «Кандидат партии» А. Крона

## Память
- Благотворительный фонд имени Веры Редлих при театре «Красный факел» (создан 11 ноября 2002 года).
- Премия имени Веры Редлих за лучшие актёрские работы в рамках фестиваля «Сибирский транзит».